# زاکسلر
زاکسلر (به آلمانی: Saxler) یک شهر در آلمان است که در فولکانایفل واقع شده‌است. زاکسلر ۸۳ نفر جمعیت دارد.